# Jozo Šimunović
Jozo Šimunović (Zagreb, 4 augustus 1994) is een Kroatisch voetballer die doorgaans als centrale verdediger speelt. Hij verruilde Dinamo Zagreb in september 2015 voor Celtic.

## Clubcarrière
Šimunović verruilde op twaalfjarige leeftijd Hrvatski Dragovoljac Zagreb voor Dinamo Zagreb. Hij debuteerde voor Dinamo Zagreb tegen NK Istra 1961. Op 30 maart 2013 maakte hij zijn eerste doelpunt voor Dinamo Zagreb, tegen NK Zadar.

### Celtic
Šimunović tekende in september 2015 een contract tot medio 2020 bij Celtic, de kampioen van Schotland in het voorgaande seizoen. Dinamo Zagreb maakte de transfersom niet officieel bekend, maar Schotse media meldden dat het om een bedrag van circa zeven miljoen euro zou gaan. Šimunović verbrak een record met zijn transfer, want nog nooit had Celtic zoveel voor een speler betaald.

## Interlandcarrière
Šimunović was Kroatisch jeugdinternational. Hij speelde onder meer 20 interlands voor Kroatië –17. Hij debuteerde voor Kroatië –17 in 2009 tijdens een wedstrijd tegen België –17. In 2013 debuteerde Šimunović in Kroatië –21. In de eerste play-offwedstrijd in de kwalificaties voor het Europees kampioenschap voetbal onder 21 in 2015 waren de Engelsen te sterk met 2–1. Op 11 oktober 2014 werd Šimunović opgeroepen door trainer Nenad Gračan voor Jong Kroatië voor de tweede play-offwedstrijd tegen Jong Engeland. Domagoj Pavičić en Dario Župarić waren niet speelgerechtigd wegens een gele kaart van de eerste wedstrijd, waarna Gračan Toni Gorupec en Šimunović opnam in de selectie. In augustus 2015 werd Šimunović opnieuw opgeroepen voor Jong Kroatië voor de eerste kwalificatiewedstrijden voor het EK 2017 tegen Jong Georgië en Jong Estland in september 2015. Verdediger Dejan Lovren raakte geblesseerd bij Liverpool in een competitiewedstrijd in september 2015. Hierdoor miste hij de EK-kwalificatiewedstrijden tegen Bulgarije en Malta in oktober 2015. Als vervanger werd Šimunović opgeroepen door bondscoach Ante Čačić voor de A-selectie. Šimunović viel zelf later ook af. Als vervanger werd Duje Ćaleta-Car opgeroepen.

## Erelijst
| Competitie              |               |                                    |               |               |
| Competitie              | Aantal        | Jaren                              |               |               |
| Dinamo Zagreb           | Dinamo Zagreb | Dinamo Zagreb                      | Dinamo Zagreb | Dinamo Zagreb |
| ----------------------- | ------------- | ---------------------------------- | ------------- | ------------- |
| Landskampioen Kroatië   | 3x            | 2012/13, 2013/14, 2014/15          |               |               |
| Beker van Kroatië       | 1x            | 2014/15                            |               |               |
| Celtic                  |               |                                    |               |               |
| Landskampioen Schotland | 4x            | 2015/16, 2016/17, 2017/18, 2018/19 |               |               |
| Scottish Cup            | 3x            | 2016/17, 2017/18, 2018/19          |               |               |
| Scottish League Cup     | 3x            | 2016/17, 2017/18, 2018/19          |               |               |